# 劉良璧
劉良璧（？—？），字省齋，湖南衡陽人，清朝官員。雍正二年進士，歷任連江縣知縣、諸羅縣知縣、龍溪縣官員、漳州海防同知、臺灣知府、代理福建分巡台灣道、分巡臺灣道、補興泉永道。年老致仕，卒於家。

## 生平
劉良璧為清康熙四十七年（1708年）舉人，雍正二年（1724年）進士。雍正五年（1727年）由連江縣知縣轉諸羅縣知縣，雍正九年（1731年）調龍溪縣，乾隆二年（1737年）由漳州海防同知陞任臺灣知府，乾隆四年（1739年）短暫代理福建分巡台灣道。乾隆五年（1740年）因積極調停處理泉漳械鬥頗有功績，正式任分巡臺灣道。乾隆十二年（1747年）補興泉永道。後以老告歸，卒於家。

## 著作
劉氏在臺近十一年，細致研究當地風土，乾隆五年（1740年）主持編修《重修福建臺灣府志》二十卷。